# FileUpload
In informatica l'oggetto FileUpload appartiene agli oggetti dell'XML DOM e permette di ottenere i campi necessari per effettuare il caricamento di un file su server tramite il form <INPUT> tag (con il type impostato a file).
Questo oggetto immagazzina un array di elementi e per l'accesso bisogna utilizzare il nome impostato nel form precedente.

## Descrizione

### Proprietà
1. form Questa proprietà permette di avere il nome del form al quale appartiene il FileObject;
2. name Ritorna il nome dell'oggetto;
3. type Ad ogni elemento è assegnato un type che in questo caso sarà file;
4. value Valore caricato dall'utente nel form.

### Metodi
1. blur metodo che viene richiamato quando viene perso il fuoco sull'oggetto da tastiera o da mouse;
2. click metodo che simula il click da mouse;
3. focus metodo che viene richiamato quando viene assegnato il fuco all'oggetto;
4. handleEvent handler personalizzabile in base all'evento.

### Eventi
1. onBlur Evento che si verifica quando l'oggetto perde il fuoco sintassi d'esempio: object.onBlur="myJavaScriptCode";
2. onChange evento che si verifica quando il value dell'oggetto viene modificato;
3. onFocus evento che si verifica quando viene impostato il fuoco per l'oggetto.